# V型8気筒

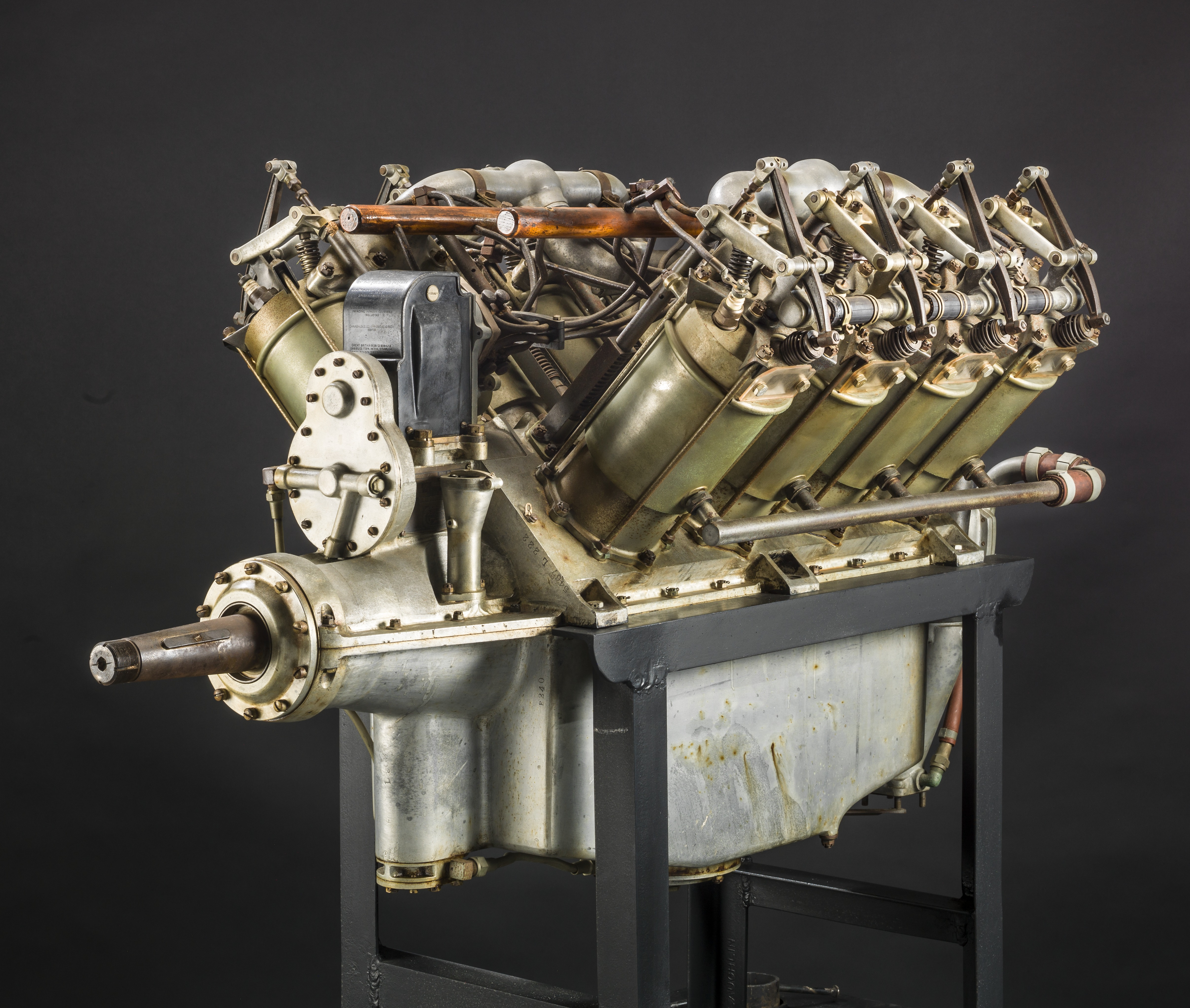
V型8気筒水冷ピストン航空エンジン（カーチスOXX）

吸気と排気が90度反対になっているV8の標準的な点火構成

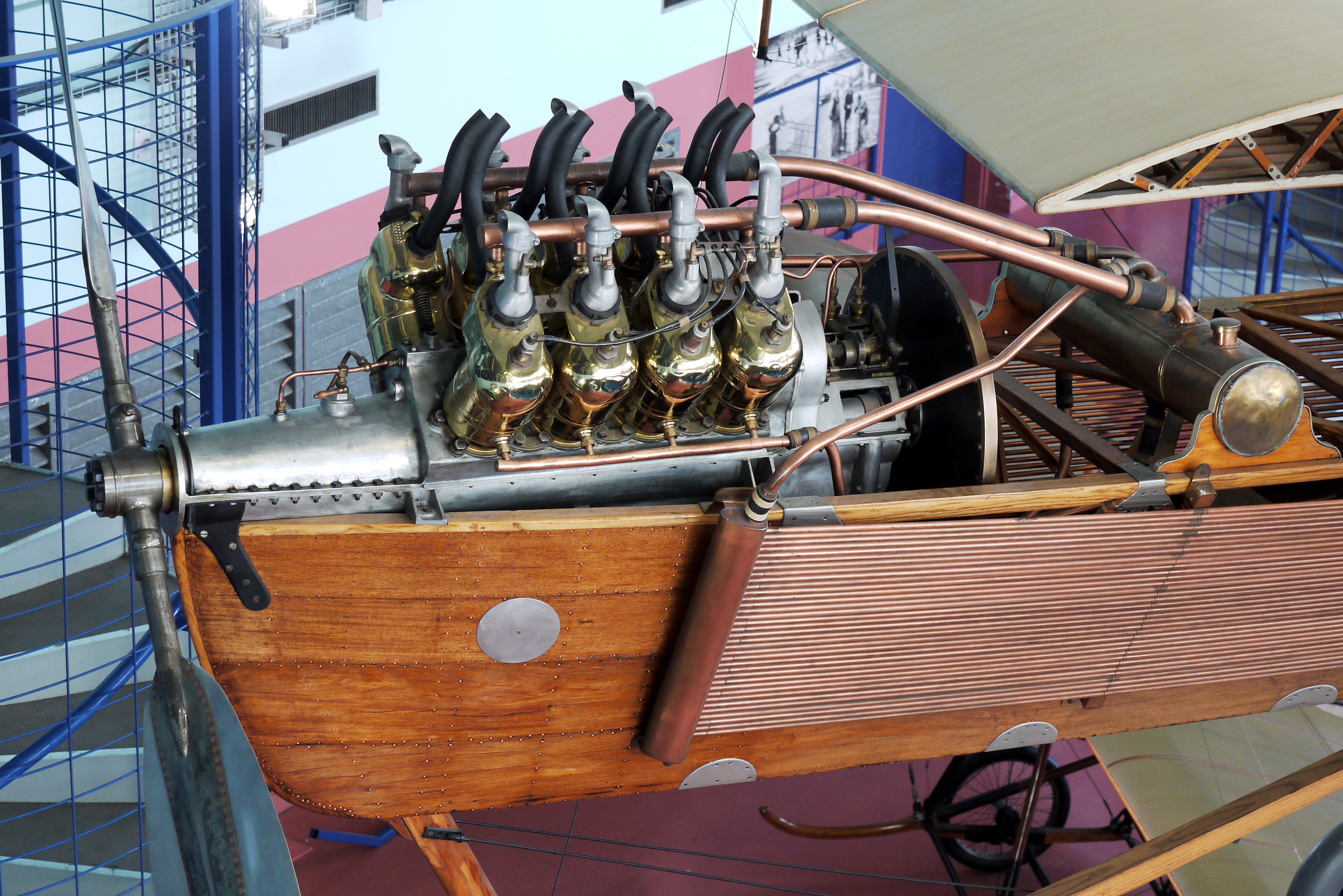
航空機用のアントワネット_VIIエンジン（1909年）

V型8気筒（ブイがたはちきとう）は、レシプロエンジン等のシリンダー配列形式の一つで、直列4気筒2組がV字様に配置されている形式を指す。当記事では専らピストン式内燃機関のそれについて述べる。V8（ブイはち）と略されることが多い。
多気筒レシプロエンジンとして広く用いられるエンジン形式の一つであり、自動車用としては特に大排気量車の多かったアメリカ合衆国で発達してきた。ガソリンエンジン、ディーゼルエンジン双方あるも､現代では大型乗用車用のエンジン形式として普及している。

## 概説

### V型8気筒エンジンのクランクシャフト
クランクシャフトの形式によりV型8気筒エンジンは2種類に分けられる。
クロスプレーン通常の乗用車に用いられる。クランクピンが90度で交差しているためにクランクシャフト末端から見ると十字に見える。クロスプレーンはバンク角（「V」の間の角度）90度では振動バランスは良いが、非常に重いカウンターウェイトが必要になる。そのために高回転化、レスポンスの点では不利となる。クロスプレーンのV型8気筒は全体でみると燃焼間隔は等間隔であるが、片側のバンクで見ると等間隔とならないため、排気干渉を防ぐには2つのバンク間の排気管を繋げる必要が生じる。このことはレーシングカーにとっては問題となる。
フラットプレーン180度のクランクピンを持つ。フラットプレーンでは二次振動はバランスしないためにバランサーシャフトなしでは振動をともなう。一方で大きなカウンターウェイトを必要としないため重量が軽く、クランクシャフトの慣性も小さいため、よりすみやかな加速と高回転が可能となる。バンク角が何度であっても振動バランスが崩れないため、90度以外のバンク角では必然的にフラットプレーンが採用される。
クロスプレーンの製造は容易ではなく、極初期のV型8気筒はフラットプレーンのみであった。1915年、クロスプレーンは全米自動車工業会で提案されたが、生産に至るまでは8年の歳月を要した。共に高級車メーカーであるキャデラックとピアレス（Peerless ）の両社はクロスプレーンのV型8気筒に関する特許をほぼ同時に出願し、両社はその特許を共有することに同意した。1923年にキャデラックは「Compensated Crankshaft」V型8気筒エンジンを導入し、1924年11月にピアレスから「Equipoised Eight」が現れた。

### V型8気筒エンジンのバンク角
最も一般的なものは90度である。左右のバンクでクランクピンを共通化した上で、燃焼間隔も等間隔に出来るためにほとんどのV型8気筒エンジンで用いられる。一方で90度よりも狭いバンク角も用いられることがある。狭いバンク角はエンジンのコンパクト化に寄与するためにレーシングカーや横置きエンジン車に用いられることがある。レーシングエンジンが出自のTVR・AJP8や、ヤマハ製でフォードグループで使われるエンジンなどに見られる。

### 乗用車用V型8気筒エンジンの歴史

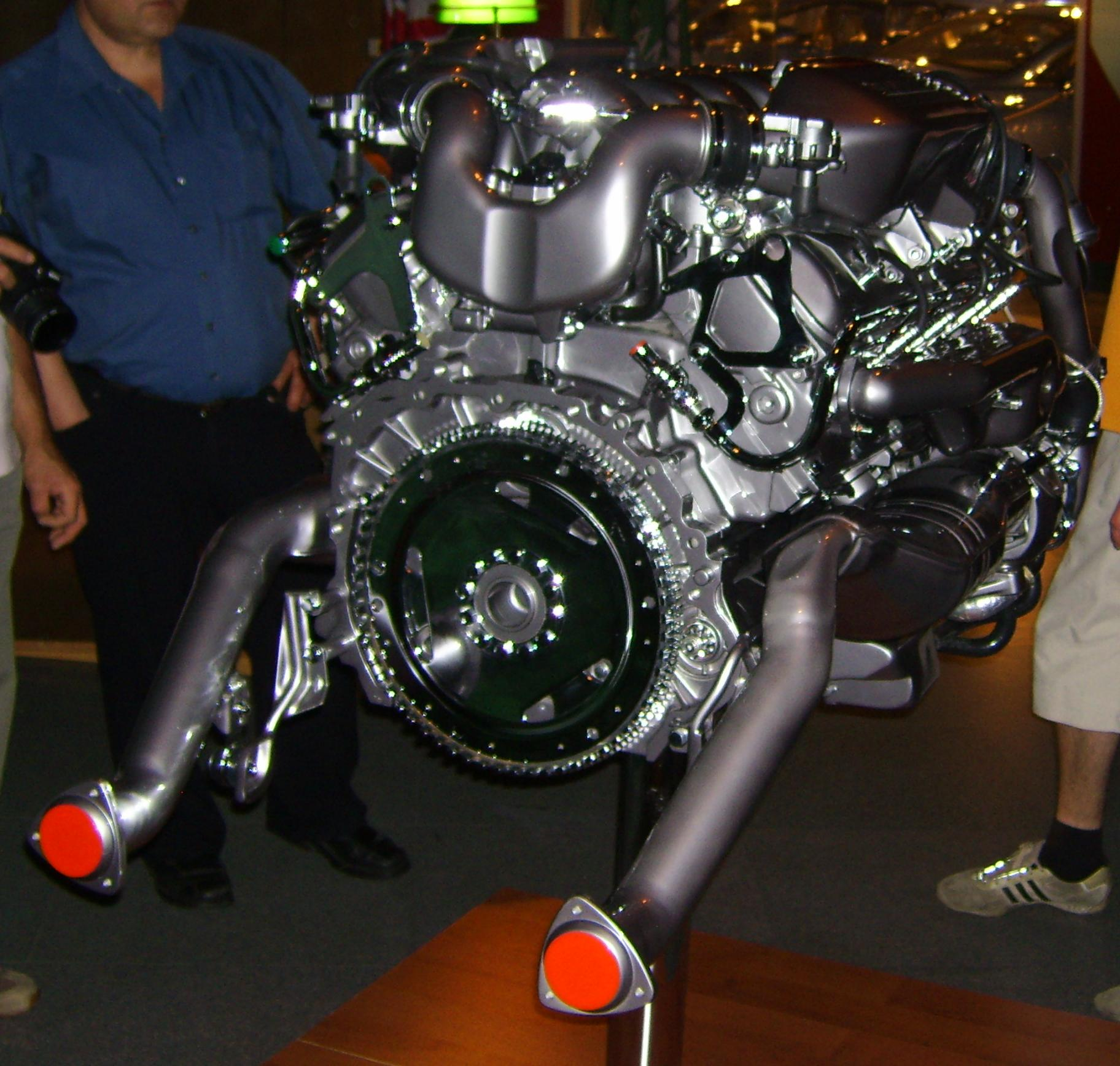
ロールス・ロイス＝ベントレー LシリーズV8エンジン

#### V型8気筒の黎明期
19世紀末期に始まる自動車用ガソリンエンジン発達の初期過程では、高速化と大排気量化を両立させる目的から、当初の単気筒から2気筒、4気筒と気筒数が増加し、1900年代初頭には直列6気筒までが出現した。
しかしこの頃から長すぎるクランクシャフトが、生産時の加工精度と搭載スペースの確保、高速回転時の振動などに制約を及ぼすことは認識されていた。1900年代の初期6気筒エンジンには、クランクシャフト剛性の低さや加工精度の悪さによって、所期の性能を得られないものも多かった。従ってこれ以上の多気筒化はしばらく停滞した。
クランクシャフトを短縮できるV型配置として8気筒エンジンを実現する発想は、フランスのエンジンメーカーアントワネットの技術者レオン・ルヴァヴァッスールが1902年に航空用高出力エンジンをつくるためのレイアウトとして考案し、1904年に発売したのが最初であるが、これは当初モーターボートの動力に利用され、1906年以降航空機に用いられるようになった。アントワネットは1906年に7.2L32PSのV8エンジン自動車を開発・発表しているが、これは本格量産には至らなかった。
ロールス・ロイスは1905年の試作車レガリミットでV8を試みている。レガリミットはロンドン市内のタクシー用に開発されたもので、変速頻度を極力少なく済ませるため低回転で高トルクを発揮する特性を持たせ、なおかつコンパクトに作られたV型8気筒エンジンを車体床下に押し込んだアンダーフロアレイアウトを採用した。しかしこの奇異な設計の試作車は、市場調査の結果需要が見込めないと判断され、生産に移されなかった。
市販乗用車でV型8気筒を採用した最初は、フランスのド・ディオン・ブートンで、1909年のことであった。ところが、そのエンジンは加工精度や吸排気系統の設計に難のある不出来なエンジンで、6Lの排気量がありながら、当時としてもさして高出力とは言えない50 hpを発生するに過ぎなかった。V型8気筒は、直列4気筒2組で1本のクランクを共用するレイアウトであり、両バンク相互間のバランスやフリクション抑制の見地からも、ブロックの加工精度では直列6気筒エンジンをも上回る水準を要求されるのである。

#### キャデラックV型8気筒
実用水準に達したV型8気筒エンジンの最初は、アメリカのキャデラック・1914年型である。当時の高級車で主流であった直列6気筒に対抗する見地から、エンジンの多気筒化による低振動・高回転化と、エンジン自体の小型化を両立させる目的で導入されたものであった。
1910年頃のキャデラックは高級車ながら4気筒エンジン車で、競合他社の6気筒化に乗り遅れていた。このためキャデラック社内では6気筒エンジン開発案が取りざたされていたが、創業者ヘンリー・リーランドの息子で経営幹部であったウィルフレッド・リーランドが前述のようなV型8気筒のメリットを主張し、ヘンリー・リーランドがこれを受容れたことで開発されたものである。
ド・ディオンのV型8気筒エンジン、そしてホール・スコットの航空用V型8気筒エンジンが開発の参考にされた。その結果開発されたキャデラックのサイドバルブV型8気筒エンジンは、高い加工精度と吸排気系統の適切な設計によって、5.2Lで70 hpという当時としては優秀な性能を発揮、回転もスムーズな高級車向けエンジンとなった。V型8気筒エンジンはキャデラックの世評を高め、大きな商業的成功を収めることになる。キャデラックがもともと精密工作技術に優れたメーカーであったことが、このV型8気筒エンジンの成功の背景になっている。
これに対抗する形でパッカードは1915年に「ツインシックス」と称するV型12気筒エンジンを開発、更に他社からもV型8気筒、V型12気筒が輩出し、ついにはV型16気筒まで出現するなど、アメリカの高級車業界においては1920年代以降、多気筒V型エンジンが一時隆盛を極めた。しかし当時の自動車ではボンネット短縮の必要性が必ずしも強くなく、クランクシャフトは長くなるがより製造しやすい直列8気筒も、1920年代後半以降の高級車で広く使われた。

#### フォード・フラットヘッドV型8気筒
V型8気筒がアメリカで大衆車にまで普及するきっかけとなったのは、1932年にフォードがフォードV8を導入したことであった。これはトヨタが1980年代中盤より量販型大衆車にDOHCエンジンを大挙搭載したことと並んで、自動車史に残る壮挙の一つと言える。
初期のアメリカ製大衆車が直列4気筒を主流とする中で、1920年代後半以降、シボレーやエセックスが中級車並みの直列6気筒を導入してユーザーにアピールすると、フォード社創業者のヘンリー・フォードはこれに対抗するため、高級車向けのエンジンレイアウトであるV型8気筒をフォードに導入することを決意する。これにはキャデラックやリンカーンの強力かつ洗練されたV型8気筒エンジンに対する、ヘンリー・フォードの強い憧憬が背景にあったと指摘されている。
フォードの第一世代V型8気筒エンジンであるこのブロック・クランクケース一体型の3.6Lサイドバルブエンジンは、後続のV型8気筒エンジンにも強い影響を与えた傑作で、一般に「アーリー・フォードV8」または「フラットヘッドV8」と呼ばれている。
その優れていた点は、大衆車用に量産されることを十分に念頭に置いて企画・設計された点であった。元々フォード社のエンジンブロック鋳造技術の水準は高かったが、さらに複雑なV型8気筒エンジン用エンジンブロックを一括加工できる効率的なトランスファーマシンの導入を図るなど、生産過程に根本的な改良が施された。この結果、フォードV型8気筒のエンジンブロック加工コストは従来のフォード直列4気筒より低くなったという。さらにのちにはクランクシャフトにダクタイル鋳鉄を用いることで、削り出しや鍛造でなく、鋳造によって低コストなV型8気筒用クランクシャフト生産を実現したことも、技術面の見逃せないブレイクスルーであった。メインベアリング数は3個に減らして簡略化、バンク間のバルブから両側面に排気ガスを導くため、排気マニホールドはブロック本体に鋳込まれた。
6気筒よりも軽快に吹け上がり、パワーのある点は歓迎されたが、初期のフォードV型8気筒は熱問題を抱えてオーバーヒートしやすいなどのトラブルも少なくなく、冷却対策や加工精度向上で性能が安定した時期は1930年代後半以降である。1932年の初期形の65 hpが、1937年には同じ排気量で85 hpまで出力増大した点が、性能向上ぶりを如実に現している。
フォードは1935年にはアメリカ本国モデルへの直列4気筒搭載を中止、大小2種のV型8気筒による「完全V8化」を達成し、1938年にはやはりV型8気筒を搭載する中級車マーキュリーを新規開発、手薄だった中級車分野の強化を図った。元々頑丈さを特長としたフォード車は、V型8気筒の搭載でパワフルな自動車という評価をも得るようになり、一方数年前まで中級車イメージの強かった直列6気筒には「大衆車用の廉価エンジン」という印象が付くようになった。
しかしV型8気筒エンジンの量産化には多額のコストを要すること、当時のアメリカ車における実用上必要な性能は直列6気筒でも十分充足できたことから、戦前に大衆車でのV型8気筒導入はフォードのみに留まった。

#### アメリカにおけるV型8気筒エンジンへの移行
1933年にクライスラーは流線型車「エアフロー」を開発したが、このモデルでは重量配分に新しい考え方が導入されていた。それまでの自動車では、駆動輪である後輪にある程度大きな重量を掛ける考え方が主流であったが、エアフローは全重量の50 %以上を前輪に掛ける「アンダーステア型重量配分」を用いることで、結果として操縦性、直進安定性を改善させることに成功したのである。また、この重量配分を用いるにあたってエンジン搭載位置を前進させ、客室部分をホイールベース内に収めることで、車室スペースの拡大・座席位置の低下も実現され、乗客の居住性が改善された。この手法は1930年代中期以降、競合他社も続々と追随した。
第二次世界大戦後もしばらく、アメリカでは中級車以下は直列6気筒が主流であった。また高級車については複雑すぎるV型12気筒が廃れ、V型8気筒か直列8気筒かに収斂された。そしてこの時期から中級車エンジンのV型8気筒移行が本格化する。
エンジンから従来以上の高出力を得るために必要な策の一つが高回転化である。クランクシャフトが長すぎる直列8気筒で高回転を得るには、細かなバランスまでも考慮した極めて高度な精密加工を要する。これに対し、V型8気筒のクランクシャフトは短く、元々高回転向けで、一定水準以上の加工精度があれば必要十分な性能が得られる（フォードV型8気筒が鋳造クランクシャフトを実現していたことを想起）。
そしてエンジンのフローティング・マウントが進歩したことで、出来の良いV型8気筒なら従来のV型12気筒に比して実用上振動面での遜色は小さくなっていた。またエアフロー式のレイアウトを使う場合、エンジン長は極力コンパクトな方が好ましく、この点でも直列8気筒よりV型8気筒が有利だった。
このように、重く嵩張る直列8気筒やV型12気筒より、コンパクトで高性能を確保しやすいV型8気筒は、総合的に見て有利なシリンダーレイアウトであった。またトランスファーマシンを用いた大規模な量産手法を前提とすれば、大排気量エンジンとしては生産性がよく、むしろ低コストで生産することができたのである。

#### 戦後のV型8気筒化競争
GMは1948年、中級車のオールズモビル1949年型に直列8気筒を置き換える新型のV型8気筒を搭載した。高級車ブランドの代表であるキャデラックとリンカーンも1948年〜1949年までに新型V型8気筒への転換を完了した。ただしリンカーンはサイドバルブを維持した。
1951年型では、戦前以来のサイドバルブ直列8気筒搭載のまま出遅れていたクライスラーが、「完全燃焼」のフレーズのもと、高効率な半球形燃焼室（ヘミスフェリカル・ヘッド、通常は単に「ヘミ」と略される）を持つ新しいOHV・V型8気筒「ファイアパワー」を発表した。この斬新なエンジンは5.4L 180 hpという大出力で、クライスラーは衰退するパッカードに代わってアメリカの高級車業界に打って出た。1955年以降はバージル・エクスナーの手になる華麗なボディデザインとパワフルなエンジンの組み合わせで、キャデラックやリンカーンと張り合うことになる。
また1951年には中堅メーカーでもスチュードベイカーがV型8気筒を新たに開発して搭載した。
シボレーは伝統の直列6気筒に代わる主力エンジンとして1954年に「Turbo-Fire」新型V8、そして1958年には「Turbo-Thrust」を搭載し、大衆車市場のパワー競争の火付け役となった。このTurbo-Fireは後々「スモールブロック」、Turbo-Thrustは「ビッグブロック」の通称が与えられ、ビッグブロックこそ2000年に新規搭載車がなくなるが、2013年にモデルチェンジした第5世代スモールブロックに至ってもエンジンの基本寸法に変更がないという優れた設計であった。基本寸法が変わらない故に世代間の載せ替えが容易な他、2025年になっても1/2世代目スモールブロック互換のエンジンブロックや、新規開発されたビッグブロックといったエンジン単体が販売されている。
フォードも1952年のリンカーンV8以降、戦前の設計になる第一世代のサイドバルブV型8気筒に代わり、より効率の良いOHV型の戦後型V型8気筒へ世代交代した。この時期までビュイックやポンティアックなどに残っていた直列8気筒も、1950年代中期までにV型8気筒にその地位を譲って消滅した。
また、「スーパーエイト」と称する、回転のスムーズな直列8気筒を長年看板エンジンとして用いてきた名門高級車メーカーのパッカードも、1955年までにV型8気筒への転換を余儀なくされた。パッカードV8の供給を一時受けた旧ナッシュ/ハドソンのアメリカンモーターズ（AMC）が、1956年型として自社開発V8を投入したことで、北米主要メーカーへのV8導入はほぼ完了した。

#### V型8気筒のスタンダード化
以後アメリカの自動車界では1970年代初頭まで、各種のV型8気筒エンジンによる過激なパワーウォーズが展開される。ビッグ3はV型8気筒搭載車を主力モデルとし、1950年代後半以降は、大衆車であるシボレーやプリムスまでもが普通にV型8気筒を搭載するようになった。
大衆車にも強力なV型8気筒を搭載することで商品性が高まり、また年々アメリカ車が大型化していく中で大衆車にまで新たに普及した附属装備（自動変速機、パワーステアリング、エア・コンディショナー、パワーウィンドウ等々）に対応して余りある性能を得るには、性能に余裕のあるV型8気筒エンジンが不可欠でもあった。V型8気筒エンジン自体が量産効果で廉価な存在となっており、またガソリンが非常に廉価だった当時のアメリカでは、大排気量故の劣悪な燃費は度外視できた。その結果、アメリカでは1969年モデルの乗用車のうち、実に88.9 %がV型8気筒エンジンを搭載していたという。
1950年代後半〜1960年代にかけ、アメリカのフルサイズセダンでは7リットル超の巨大なV型8気筒を搭載し、大型キャブレター装備で400 HP前後を発生するようなモデルも多数存在した。それらはフールプルーフなオートマチックトランスミッションで、総重量2 t超の大きなボディを200 km/h前後〜220 km/h以上まで到達させた。
一方で、戦前からの旧式6気筒エンジンのみを搭載しており、1950年代前半までにV型8気筒エンジンを自社開発できなかった中堅以下のメーカー（ナッシュ、ハドソン、カイザー＝フレーザーなど）は商品力を失って中級車市場から脱落し、ニッチ分野の小型車への転進や自動車業界撤退を余儀なくされた。
アメリカではオイルショック以後の自動車のダウンサイジング傾向もあり、大衆車クラスではV型8気筒より更にコンパクトなV6への移行が一時著しかったが、1990年代前後からガソリン価格の落ち着きと景気の急回復を受けて、かつてのような高出力V型8気筒エンジンの再登場を望むマーケットからの要請が強く、新世代のハイパワーV型8気筒（電子制御インジェクション仕様）の開発が進むこととなった。このためインターミディエイトクラス〜フルサイズクラス、大型SUV、自家用トラックなどでは現在再び、タフでパワフルと評判の高いV型8気筒エンジン搭載車に人気がある。

#### 戦前ヨーロッパのV型8気筒
ヨーロッパでは、自動車が平均的にアメリカより小型であったため、ほとんどの需要に単純な直列4気筒ないし6気筒エンジンで対応できたことから、量産車におけるV型8気筒は一般化しなかった。
また特殊な大型高級車については、第二次世界大戦以前は直列8気筒やV型12気筒が主流であった。戦前はボンネット短縮の必要性が低く、長大なエンジンを搭載した高級車の長いボンネットは却ってステータスであった。大排気量の多気筒エンジンが必要なら、生産しやすい直列8気筒を手堅く製造するか、さもなくば航空機エンジン生産技術（少なからぬ高級車メーカーが航空エンジンメーカーを兼業していた）を生かして、V型8気筒よりもスムーズなV型12気筒まで飛躍していたのである。直8に比して生産性の面で有利とは言えないV型8気筒を、敢えて採用するメーカーは多くなかった。
例外的なケースとしてV型8気筒を量産した代表例としては、フォードのヨーロッパ法人各社があげられる。1935年以降、英国フォード、ドイツ・フォード、マットフォード（フランスのマチス社とフォードの合弁会社。のちフォード単独出資のフォード・フランスに取って代わられる）がアメリカ本国に倣ったV型8気筒モデルを生産した。フォード・フランスは戦後も長年にわたりV型8気筒モデルを生産し、1955年にシムカに買収された後も1962年製造終了の「シムカ・アリアーヌ8」までV型8気筒車が存続した。これらは最後までサイドバルブ方式だった。
ドイツでは1930年代にホルヒがV型8気筒エンジンモデルを生産したが、同社主力エンジンの直列8気筒にとって代わるまでには至らなかった。チェコのタトラは空冷V型8気筒エンジンをリアに搭載した流線型セダンを1934年から限定生産するようになり、以後1950年代の一時期を除いて、1998年まで空冷V型8気筒リアエンジン方式に固執して乗用車を生産し続けたことで特異なメーカーであるが、技術的には完全に他から孤立した存在であった。
イギリスでは他にライレーが1930年代中期、既存の4気筒エンジンの設計を利用したV型8気筒エンジンを少量生産した。これは既存の中型シャシに搭載することを考慮したものであったが、相前後してより高性能でシンプルな大排気量4気筒が開発されたこともあり、ライレーの経営悪化を背景にわずかな量が生産されただけで終わった。
フランスのシトロエンはV型8気筒エンジン前輪駆動車22CVの開発を計画し、フォードエンジンを搭載した試作車開発にまで至ったが、量産は実現しなかった。

#### 戦後ヨーロッパのV型8気筒エンジン
1950年代以降、一部の欧州メーカーではV型8気筒の採用例が見られるようになる。以下に著名なV型8気筒車の例を挙げるが、商業的には概して失敗作が多い。
BMW
1954年、メルセデス・ベンツへの対抗策としてV型8気筒エンジンを開発し、同年の「502」をはじめとして高級車やスポーツカーに搭載したが、商業的には失敗に終わった。
フィアット
ダンテ・ジアコーサらによって1952年に開発された高性能スポーツカー「8V」は名前の通り2L V型8気筒OHVエンジンを搭載していたが、少量限定生産に終わった。
ペガソ
戦前の名門高級車メーカーのイスパノ・スイザの流れをくむスペインのトラックメーカーE.N.A.S.Aが、1948年に開発した高級スポーツカー。アルファロメオ出身の技術者ウィニフレート・リカルトの設計の複雑きわまりないDOHC・V型8気筒エンジンを搭載し、トランスアクスル方式で後輪を駆動する当時屈指の高性能車だったが、余りに凝り過ぎた設計と高価さから、1950年代中期までの少量生産に終わった。
デイムラー
英国王室御用達の名門高級車メーカーであったが戦後の経営にやや精彩を欠く中、1959年に中型のアルミ製2.5L V型8気筒OHVエンジンを開発した。しかしこの進んだエンジンを搭載したオープンスポーツカー「SP250」は奇怪なスタイルが災いしてあまり売れず、のちデイムラーがジャガー傘下となってから、6気筒セダンのジャガーMk2のボディを流用した「デイムラー・2½V8サルーン」にも搭載されたが、大きな成功は収められなかった。
ロールス・ロイス（ベントレー）
戦前はファントムIIIにV型12気筒、戦後もファントムIVに直列8気筒エンジンを搭載していたが、先述の失敗とされた1905年のV型8気筒エンジン以来、長らくV型8気筒ユニットはなかった。1950年代に新しいエンジンの必要性が認識され1952年にV型8気筒エンジンの開発が始まった。1959年にLシリーズ(ロールス・ロイス＝ベントレー LシリーズV8エンジン)、厳密にはL410となるエンジン（V型8気筒OHV 6.25L）がロールス・ロイス、ベントレーの車両に搭載された。1970年にはストロークアップにより排気量を6.75Lとし2020年にベントレー・ミュルザンヌが生産終了するまで現役となっていた。現在においてはツインターボ化やOHVながら可変バルブタイミング機構を採用するなど近代化を施して時代の要求に対応していた。本エンジンは現在販売されている車両に搭載されているエンジンとしてはV型8気筒という括りを除いても最も長寿なエンジンの1つとなっていた。
グラース
戦後自動車業界に参入、超小型車「ゴッゴモビル」のメーカーとして業績を上げたが、1962年以降普通乗用車クラスにも進出、1965年に既存直列4気筒2基を組み合わせた設計のV型8気筒SOHCエンジンを搭載した流麗な高級車「2600GT」を発売した。新興の同社は市場競争力を欠いて1967年にはBMWに救済合併され、販売不振の2600GTも1968年には生産中止された。
フェラーリ
創業当時からV型12気筒エンジンの市販車を製造していたが、その後ポルシェが比較的安価なスポーツカーの911を発売しそれがよく売れたため、フェラーリもV型6気筒の安価な車種を発売しその後V型8気筒の車種を発売した。V型8気筒フェラーリはいわゆるスモールフェラーリとして、ラインナップに定着した。
またヨーロッパでは、アメリカ製V型8気筒エンジンを輸入搭載した高級車・スポーツカーが1950年代から1970年代に多数輩出されている。アラード、ACコブラ、ブリストル、ジェンセン、サンビーム・タイガー（以上イギリス）、ファセル、モニカ（フランス）、オペル・ディプロマット（ドイツ）、イソ・グリフォ、デ・トマソ・パンテーラ（以上イタリア）、モンテヴェルディ（スイス）などが挙げられる。いずれも少量生産車で、大型エンジンをわざわざ自社開発するより、強力で信頼性の高いアメリカ製V型8気筒エンジンを輸入搭載する方が容易であったという事情がある。一部のスポーツカーメーカーでは、アメリカ製V型8気筒がOHVレイアウトで低重心であるという点にも着目していた（欧州のスポーツカーエンジンは早くからOHC、DOHC主流でやや背が高くなった）。

#### ヨーロッパでのV型8気筒エンジンの一般化
1960年代以降、ロールス・ロイスやメルセデス・ベンツなど著名な高級車メーカーが、大型車用の大排気量エンジンにV型8気筒を用いるようになった。エンジンの高速化やシャーシへの搭載しやすさなどを考慮すると、従前主流であった大排気量直列6気筒よりもV型8気筒の方が有利であるためである。ロールス・ロイスはアメリカ車から、メルセデスはBMWから影響を受けてそれぞれにV型8気筒を開発しているが、この時期になるとV型8気筒エンジン自体がありふれたレイアウトとなり、ノウハウも蓄積されたことで、従前に比してその開発は事大視されなくなった。
その後、衝突安全対策の見地から、1980年代以降もヨーロッパや日本に残存していたフロントエンジン・リアドライブの直列6気筒車はBMWを除いて衰退し、代わってV6およびV型8気筒が広く搭載されるようになった。近年はコンピューターを用いた振動解析で、工作精度の改善やバランスウエイト配置の適切化が進展し、乗用車用としての実用上はV型12気筒等と比較しても遜色ない水準のV型8気筒エンジンが製造できるようになっている。世界的に見ても、4L前後のクラスの量産型高級車ではV型8気筒が主流のエンジンであり、構造が複雑なV型12気筒エンジンを用いる自動車は、一部メーカーの特殊な高級車や超高級スポーツカーの範疇に限られるようになっている。2000年代には6L以上の大排気量とツインターボを備えるV型8気筒エンジンが、1,000馬力以上の高出力を発生させる常套手段となった。

#### 日本のV型8気筒
乗用車用としては1964年にトヨタ自動車が既存のクラウンのボディを拡幅、これにアルミニウム製の2.6L V型8気筒OHVエンジンを新規開発して搭載したクラウン・エイトが最初である。のちこれを3.0Lに発展させる形で1967年にはやはりV型8気筒エンジン搭載車のセンチュリーが開発された（2代目は5.0L V型12気筒エンジンになった）。一方日産は1965年に4.0L V型8気筒エンジン車のプレジデントを開発している。いずれも少量生産の特殊な高級車であり、一般的な存在ではなかった。
1980年代後半以降、トヨタと日産は量産型の高級車・上級車にV型8気筒エンジンを搭載するようになり、トヨタ・セルシオ（レクサスLS）に見られるように静粛性とスムーズさで世界的に注目されるV型8気筒エンジンを開発するようにもなった。しかし3〜4気筒、排気量0.66〜2.0 Lが主力である日本の乗用車向けエンジンの中ではV型8気筒エンジンは相当に大型なカテゴリーに属し、乗用車分野では21世紀初頭の現在まで、大型車を生産するトヨタ、日産、三菱の三社みが手がけていたに過ぎない。2010年に4代目日産・シーマが生産終了して以降、国内向けではトヨタ一社が生産しているのみである。
大型車においては1960年代に三菱MAR820の高速バス仕様車に搭載されたことが始まりで、高速道路網の拡充を受けて、観光タイプや大型トラックの主力エンジンとして普及した。その後いすゞがV型10気筒に移行したが、後にはV型8気筒に回帰、1995年から2005年にかけてはキュービック・エルガの大型路線バス(LV280,380系等)にも搭載された。しかし年々厳しくなる排出ガス規制の波には勝てず、最後の牙城だった観光バスもターボ付き直列6気筒に転換され、またいすゞ・エルガの天然ガス自動車のV型8気筒エンジン搭載モデルも2007年11月に直列6気筒エンジンに変更された。現在日本で新車購入が可能なV8エンジン搭載の大型車は、スカニアの重トレーラー用トラクターのみである。

### モータースポーツ
1950年に開幕したF1世界選手権ではV8は最初はほとんど採用されていなかったが、1960年代にクライマックスやBRM、レプコなど採用するコンストラクターが増加。そして1967年にV8自然吸気のフォード・コスワースの名機DFVエンジンが登場し、フェラーリ以外のエンジンを駆逐した。以降1980年前後にターボエンジンが台頭するまで長らく選手権を支配し、史上最多の155勝を記録した。またDFVの派生型は北米チャンプカー・ワールド・シリーズ（現インディカー・シリーズ）やF2/F3000でもベンチマークとして1990年頃まで多数のエントラントが使用した。
インディ500では1963年にフォードがV8インディアナポリスエンジンのプッシュロッド型で、当時無敵であったオッフェンハウザーの4.2L 直列4気筒16バルブエンジンと互角に戦い、1965年には後継の32バルブ型で勝利。先述のDFVの派生型であるDFXに切り替えてからは完全に覇権を手中に収めた。1980年代後半からGMやイルモアなども台頭するが、それらもV8エンジンで、以降も長らくV8エンジンの時代が続いた。
世界ラリー選手権（WRC）ではメルセデス・ベンツの450 SLCがV8エンジンのラリーカーとしてアフリカラウンドで優勝するなど活躍。フォードと使い分けたビョルン・ワルデガルドが1979年にドライバーズチャンピオンとなっている。またフェラーリ・308もラリーでしばし好成績を残した。
日本では1960年代に日産・R391が米シボレー製の、トヨタ・7がヤマハと共同開発したV8をそれぞれ採用していた。富士グランチャンピオンレースではDFVも持ち込まれるようになり徐々に浸透。グループC後期の全日本スポーツプロトタイプカー耐久選手権（JSPC）ではトヨタ・日産ともにV8ターボで活躍した。CARTではホンダ・トヨタ・日産（インフィニティ）がV8自然吸気で参戦した。
2000年〜2010年代初頭にかけては従来からV8のNASCARやCART/IRLに加え、F1やGP2、ドイツのドイツツーリングカー選手権（DTM）、日本のSUPER GT(GT500)/フォーミュラ・ニッポン、豪州のスーパーカーズ選手権、ストックカー・ブラジル、アルゼンチンのスーパーTC2000、耐久のLMP2 / LMP3などのビッグカテゴリがこぞってNAのV8のみを指定する形となり、全盛期を迎えた。
しかし2010年代半ば頃から環境意識の高まりと共にダウンサイジング化の波が訪れ、上記のカテゴリのほとんどがV6ないし直4ターボへと置き換えている。グループGT3を中心とした市販スーパーカーをベースとするカテゴリでは2020年現在もV8が健在であるが、こちらも徐々にベース車の6気筒ターボへの移行が進んでいる。しかしこうした流れの中でもアメリカのレーシングカーではV8の人気は根強く、2024年現在もNASCARやLMDh、GT3、スーパーカーズ選手権などでアメリカ製V8の採用が続いている。
フォーミュラカーレースではエンジン設計の特性上、甲高いサウンドとなるV8やV10を望むファンの声は依然として多く、スーパーフォーミュラでは直4ターボでV8自然吸気のサウンドを再現しようという動きもある。

## 搭載車種
過去に製造していた車種も含まれている。

### いすゞ自動車
- ニューパワー
- 810
- ギガ
- P-LV217・U-LV270系
- ガーラ（初代、KL-LV774系）
- キュービック - リフト車と後期型（KC-LV280/380系）に採用
- エルガ - （初代、前期型（KL-LV280系）とCNG車に採用）

### トヨタ自動車
- センチュリー - 1997年の第2代からはV型12気筒エンジン搭載であったが、３代目(2018年〜)は再びV8へ戻った。
- ランドクルーザー
  - 200
  - 100/レクサス・LX/シグナス
  - レクサス・GX（※国内向けプラドにV型8気筒の設定はない）
- レクサス・GS/アリスト
- レクサス・SC/ソアラ
- レクサス・LS/セルシオ
- レクサス・IS F
- レクサス・GS F
- レクサス・RC F
- レクサス・LC
- クラウンマジェスタ
- トヨタ・タンドラ
- トヨタ・セコイア
- ハイメディック(初代)

### 日産自動車
- プレジデント
- シーマ
- フーガ
- レパードJフェリー
- インフィニティ・Q45
- インフィニティFX45
- インフィニティQX56
- タイタン
- パトロール
- アルマーダ
- インフィニティ・M

### 日野自動車
- セレガ（初代）／セレガR
- グランビュー／ブルーリボン
- プロフィア
- スーパードルフィン

### 三菱自動車工業／三菱ふそうトラック・バス
- プラウディア
- ディグニティ
- Tシリーズ
- Fシリーズ
- ザ・グレート
- スーパーグレート - 長期排ガス規制適合車 (KL-) まで採用
- エアロバス - 2代目最終形 (MS86JP) を除く
- エアロクィーン - 2代目最終形 (MS86JP) および3代目 (MS96JP) 以降を除く
- エアロキング - 長期排ガス規制適合 (KL-) まで採用

### UDトラックス（旧: 日産ディーゼル）
- レゾナ
- ビッグサム
- RA
- UA520・521
- スペースアロー
- スペースウイング
- ユーロツアー
- ヨンケーレ・モナコ ※RG550VBN

### アストンマーティン
- ヴァンテージ
- V8
- DBX
- DB12

### クライスラー
- クライスラー・300
- ダッジ・チャージャー
- ダッジ・チャレンジャー
- ダッジ・ラム
- ジープ・グランドチェロキー
- ジープ・ラングラー

### ジャガー
- XF
- XJ
- XK
- Fタイプ

### スカニア
- V8シリーズ

### ゼネラルモーターズ
- シボレー・コルベット
- シボレー・カマロ
- シボレー・カプリス
- シボレー・インパラ
- シボレー・エルカミーノ
- シボレー・SS
- ホールデン・コモドア
- シボレー・サバーバン
- シボレー・タホ
- シボレー・エクスプレス
- ポンティアック・ファイヤーバード
- キャデラック・エスカレード
- キャデラック・CTS
- キャデラック・CT5-Vブラックウィング

### ヒュンダイ
- ヒュンダイ・ジェネシス
- ヒュンダイ・エクウス
- キア・モハベ

### フェラーリ
- 288GTO
- F40
- 308
- 328
- 348
- F430
- 458イタリア
- カリフォルニア
- ポルトフィーノ
- アマルフィ
- F355
- 360モデナ
- 488GTB
- F8トリブート
- SF90ストラダーレ
- ローマ

### フォード
- マスタング
- ファルコン
- サンダーバード
- クラウンビクトリア
- エクスカージョン
- ブロンコ
- Eシリーズ
- Fシリーズ
- Fシリーズスーパーデューティー
- リンカーン・LS
- リンカーン・コンチネンタル
- リンカーン・タウンカー
- リンカーン・ナビゲーター
- マーキュリー・グランドマーキー

### ボルボ
- S80
- XC90

### メルセデス・ベンツ
- Cクラス W202
- Cクラス W203
- Cクラス W204
- Cクラス W205
- Eクラス
- 500E
- CLSクラス
- CLKクラス
- Gクラス W463
- SLクラス
- SLS AMG
- AMG・GT
- AMG・GT 4ドアクーペ
- メルセデス・ベンツ・600
- メルセデス・ベンツ・Sクラス

### ランドローバー
- ディフェンダー
- ディスカバリー
- レンジローバー

### ランボルギーニ
- ウラッコ
- ウルス
- テメラリオ

### ロータス・カーズ
- エスプリ

### TVR
- キミーラ
- グリフィス

## 自動車以外でのV型8気筒エンジン

### 航空機
- パッカード リバティ L-8
- ルノー WB
- ベンツ Bz.IIIb
- サンビーム クルセイダー
- イスパノスイザ 8
- アルファロメオ 121
- アルグス As 10
- EC 120 ディーゼルエンジン試験機（HIPE-AE440）[6]